# Кайзерзеш
Кайзерзеш (нім. Kaisersesch) — місто в Німеччині, розташоване в землі Рейнланд-Пфальц. Входить до складу району Кохем-Целль. Центр об'єднання громад Кайзерзеш.
Площа — 8,18 км2. Населення становить 3172 ос. (станом на 31 грудня 2020).

## Галерея

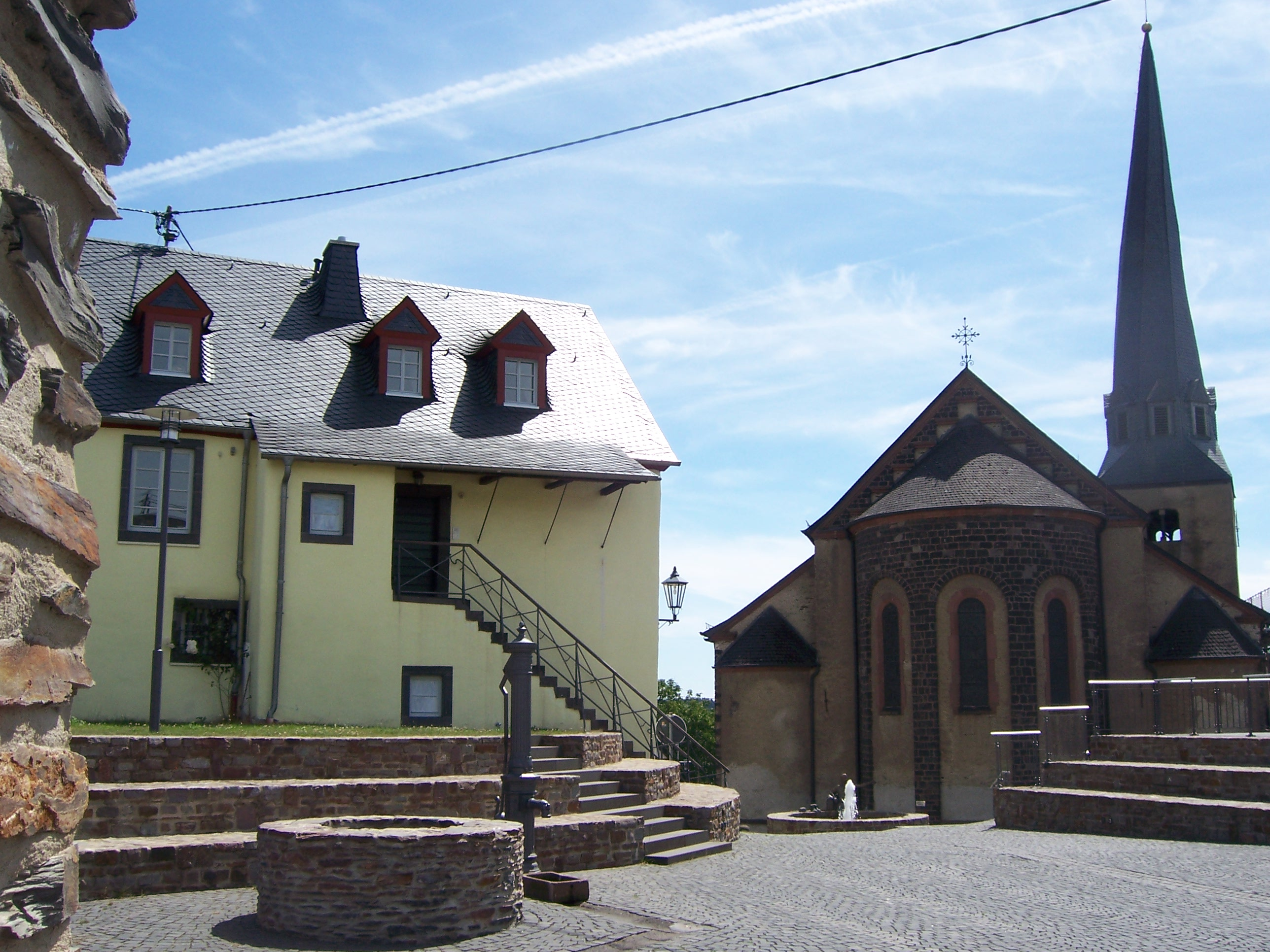
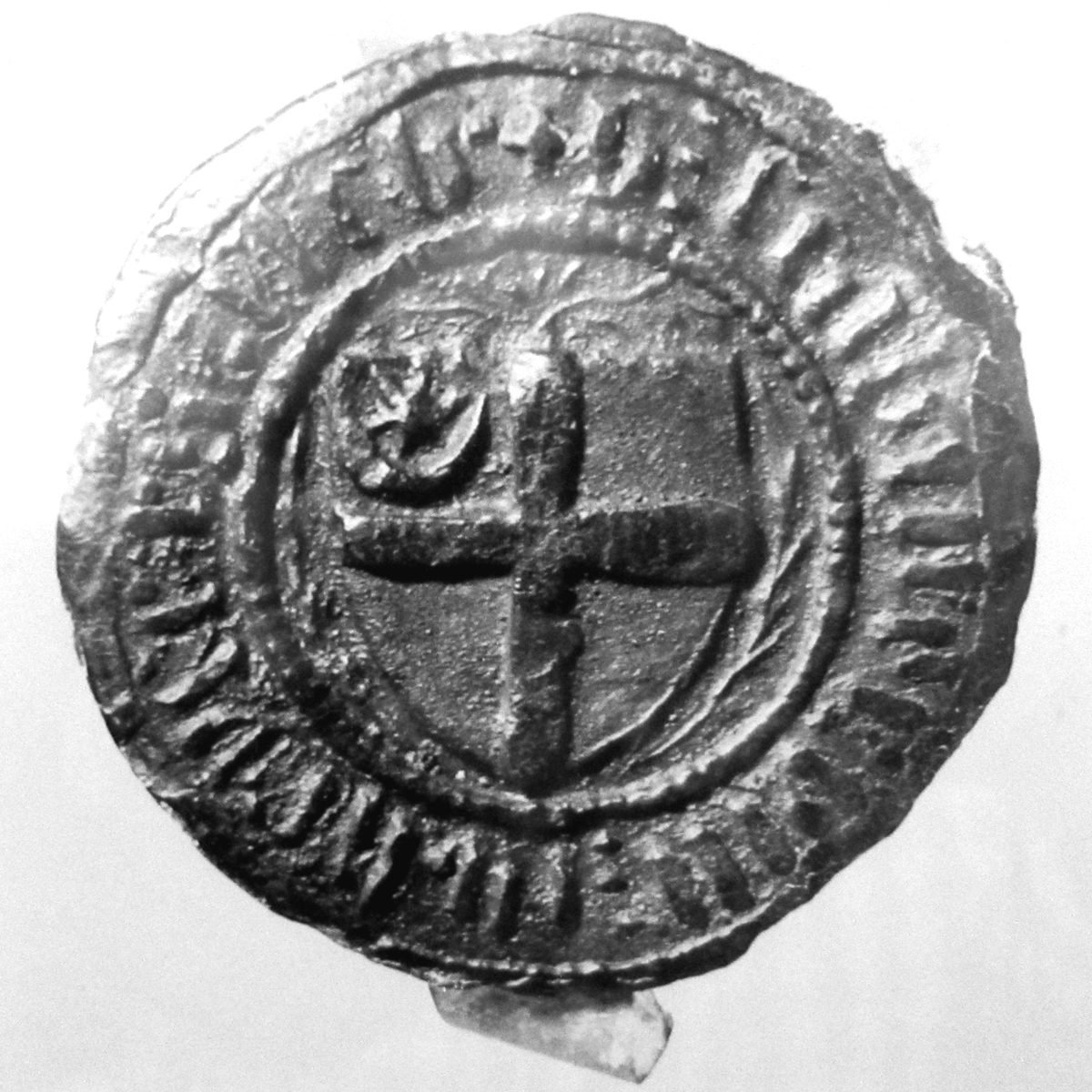
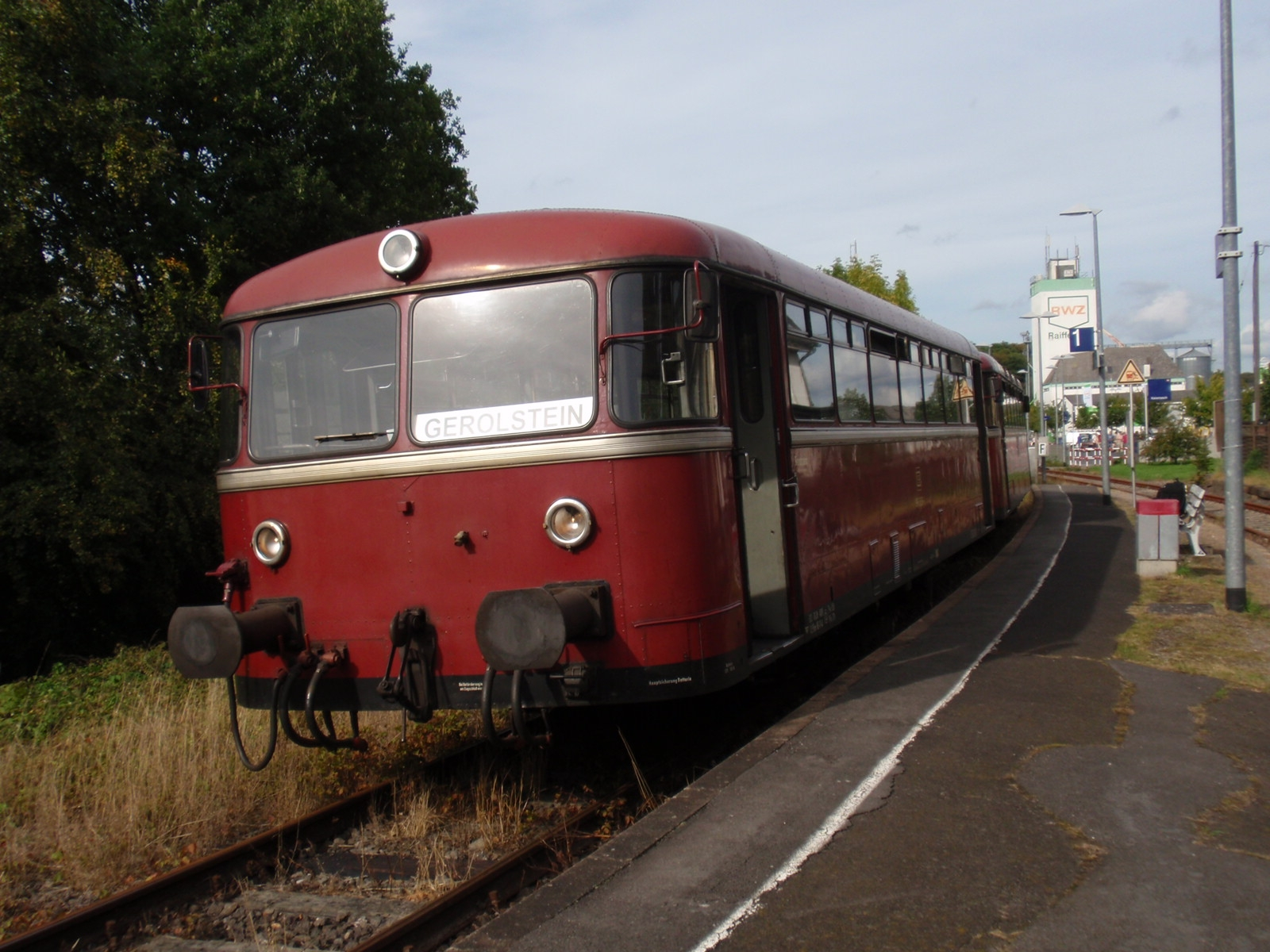